# Ivan Sajenko
Ivan Ivanovitsj Sajenko (Russisch: Иван Иванович Саенко - Maslovka (Oblast Voronezj, 17 oktober 1983) is een Russische betaald voetballer die bij voorkeur in de aanval speelt. Hij verruilde in augustus 2008 1. FC Nürnberg voor Spartak Moskou. In oktober 2006 debuteerde hij in het Russisch voetbalelftal.